# Clan Carnegie
Il clan Carnegie è un clan scozzese delle Lowlands (Basse Terre).

## Storia

### Origini del clan
Walter de Maule concesse le terre e la baronia di Carnegie, nella parrocchia di Carmyllie, nell’Angus, a John de Balinhard nel 1358. Tuttavia, non esiste una documentazione certa sulle origini dei Balinhard, se non che le loro terre si trovavano nei pressi di Arbroath, nell’Angus. Alexander Nisbet suggerì che i Balinhard fossero imparentati con i Ramsay, anche se non esistono prove dirette a sostegno di questa ipotesi.

### Conflitti del clan nei secoli XV e XVI
Intorno al 1401, Duthac de Carnegie acquisì parte delle terre di Kinnaird, nel Forfarshire (oggi Angus). Successivamente ne ottenne la proprietà da Robert Stewart, Duca di Albany, tramite una concessione datata 21 febbraio 1409 che confermava il possesso delle terre. Duthac de Carnegie fu ucciso nella Battaglia di Harlaw nel 1411. Lasciò un figlio in tenera età, Walter Carnegie di Kinnaird, che combatté per Giacomo II di Scozia nella Battaglia di Brechin, nel maggio del 1452, insieme al conte di Huntly. I loro nemici erano i ribelli guidati dal conte di Crawford (capo del Clan Lindsay), che furono sconfitti. Tuttavia, per vendetta, Crawford incendiò il villaggio di Kinnaird.
John Carnegie di Kinnaird combatté nella Battaglia di Flodden Field, dove fu ucciso nel 1513. Suo figlio fu Sir Robert Carnegie, che ampliò le proprietà di Kinnaird e fu nominato giudice del Collegio di giustizia nel 1547. Nel 1548 fu inviato in Inghilterra per negoziare il riscatto del conte di Huntly, catturato nella Battaglia di Pinkie Cleugh. Si dice che Sir Robert Carnegie sia stato il primo della famiglia a sostenere che i suoi antenati fossero coppiere del re di Scozia, e lo stemma di famiglia reca una coppa antica come riferimento a tale carica reale.
Il figlio di Sir Robert fu John Carnegie, fedele e leale sostenitore di Maria, regina di Scozia, che, a differenza di molti altri, non abbandonò mai la propria lealtà nei confronti della sovrana. Morì nel 1595 e le proprietà passarono al fratello minore, Sir David Carnegie.

### XVII secolo e Guerra Civile
David Carnegie fu nominato Lord Carnegie di Kinnaird nell’aprile del 1616 e successivamente elevato al rango di Conte di Southesk nel giugno del 1633. Sir John Carnegie, fratello di David, fu innalzato alla pari nel 1639 con il titolo di Lord Lour e creato Conte di Ethie nel 1647.
James Carnegie, II Conte di Southesk, accompagnò il re esiliato Carlo II d'Inghilterra in Olanda nel 1650. Fu anche uno dei Commissari scelti per rappresentare la Scozia nel Parlamento d’Inghilterra durante il Protettorato. Tuttavia, rischiò di essere ucciso in un duello con il Master of Gray a Londra nel 1660. Il figlio minore del terzo Conte non ebbe altrettanta fortuna in duello: fu ucciso nel 1681 a Parigi da William, figlio di Elizabeth Maitland, Duchessa di Lauderdale.

### XVIII secolo e le rivolte giacobite
Il Clan Carnegie era di fede giacobita. Il quarto conte non prese parte all’opposizione alla Gloriosa Rivoluzione del 1688, ma in seguito evitò la corte reale. Suo figlio, il quinto conte, seguì il Vecchio Pretendente durante la insurrezione giacobita del 1715 e, di conseguenza, fu colpito da un atto del Parlamento che lo dichiarò decaduto, e le sue proprietà furono confiscate dalla Corona. Il quinto conte morì nel 1730 e tutti i suoi figli erano già morti in giovane età, com’era purtroppo comune data l’alta mortalità infantile dell’epoca. Gli succedette John Carnegie di Pittarrow, discendente da un figlio minore del primo conte. Questa linea della famiglia Carnegie era stata creata Baronetti della Nuova Scozia nel 1663.

### Storia moderna
Il sesto baronetto fu un militare distinto e, nel 1855, riuscì a ottenere un Atto del Parlamento che annullava la decadenza dei titoli e ripristinava quelli di Conte di Southesk, nonché di Lord Carnegie di Kinnaird e Leuchars. Il nono conte scelse il titolo di Barone di Balinhaird in riferimento alle origini e agli antenati più antichi della sua famiglia.
L’undicesimo conte sposò Sua Altezza la Principessa Maud, figlia minore della Principessa Reale e nipote di re Edoardo VII del Regno Unito. Suo figlio, oltre a essere erede del titolo comitale di Southesk del padre e capo del Clan Carnegie, ereditò anche il ducato di Fife, titolo appartenuto al nonno materno. L’undicesimo conte morì nel 1992 e suo figlio, il Duca di Fife, gli succedette come capo del clan, mentre il titolo di Conte di Southesk fu mantenuto come titolo sussidiario in onore degli antenati Carnegie.

## Clan tartan
Il tartan dei Carnegie, basato sul tartan dei Glengarry, fu adottato in questo periodo.

## Capo del clan
A partire dal 2015, il capo del clan, con tutti i suoi titoli, è Sua Grazia David Carnegie, IV Duca di Fife, Conte di Southesk, Conte di Macduff, Lord Carnegie di Kinnaird, Lord Carnegie di Kinnaird e Leuchars, Barone Balinhard di Farnell, Baronetto e Capo del Nome e delle Armi dei Carnegie.